# Noemi Cantele
Noemi Cantele (ur. 17 lipca 1981 w Varese) – włoska kolarka szosowa, dwukrotna medalistka mistrzostw świata.

## Kariera
Na zawodowstwo przeszła w 2002 roku. Pierwszy sukces w karierze osiągnęła w 1999 roku, kiedy zdobyła brązowy medal w wyścigu ze startu wspólnego podczas mistrzostw świata juniorów. W tej samej konkurencji zajęła trzynaste miejsce na rozgrywanych w 2004 roku igrzyskach olimpijskich w Atenach. Cztery lata później, podczas igrzysk w Pekinie wyścigu ze startu wspólnego ukończyła na piętnastej pozycji. Mistrzostwa świata w Mendrisio w 2009 roku przyniosły jej dwa medale. W indywidualnej jeździe na czas była druga za Kristin Armstrong z USA, a w wyścigu ze startu wspólnego przegrała tylko ze swą rodaczką Tatianą Guderzo i Holenderką Marianne Vos. Wystąpiła także na igrzyskach olimpijskich w Londynie w 2012 roku, zajmując 34. miejsce ze startu wspólnego i 22. miejsce w indywidualnej jeździe na czas. Ponadto Cantele wygrała między innymi szwajcarski Tour de Berne w 2000 roku, francuski Grand Prix de Plouay w latach 2005 i 2007 oraz Trophée d'Or féminin w 2007 roku. Kilkakrotnie zdobywała medale mistrzostw kraju, w tym trzy złote.

## Najważniejsze zwycięstwa i sukcesy
- 2005
  - GP de Plouay
- 2007
  - GP de Plouay
- 2009
  -  mistrzostwo kraju w jeździe indywidualnej na czas
  - wicemistrzyni świata w jeździe indywidualnej na czas w Mendrisio
  - brązowa medalistka mistrzostw świata w indywidualnym wyścigu szosowym w Mendrisio